# Piloto Pardo (OPV-81)
El patrullero oceánico Piloto Pardo (OPV-81) es un OPV de la Armada de Chile. Asignado en 2008, es la primera unidad de la clase OPV-80.

## Construcción y características
Fue construido por el constructor naval ASMAR en la planta de Talcahuano, Chile. Fue puesto en gradas en 2006, botado en 2007 y asignado a la marina de guerra en 2008.

## Historia de servicio
El Piloto Pardo está asignado a la Segunda Zona Naval y durante su vida ha participado de ejercicios navales UNITAS, PANAMAX y Cruz del Sur.